# Himasthla rhigedana
Himasthla rhigedana är en plattmaskart. Himasthla rhigedana ingår i släktet Himasthla och familjen Echinostomatidae. Inga underarter finns listade i Catalogue of Life.